# Odratzheim
Odratzheim település Franciaországban, Bas-Rhin megyében. Lakosainak száma 526 fő (2022. január 1.). Odratzheim Dahlenheim, Kirchheim, Scharrachbergheim-Irmstett, Traenheim és Westhoffen községekkel határos.

## Népesség
A település népességének változása:
| Lakosok száma | 454  | 484  | 499  | 499  | 507  | 515  | 523  | 522  | 526  |
|               | 2013 | 2015 | 2016 | 2017 | 2018 | 2019 | 2020 | 2021 | 2022 |